# 新樂園藝術空間
新樂園藝術空間（英語：Shin Leh Yuan Art Space）簡稱新樂園，是中華民國桃園市的一個替代空間，也是臺灣維持最久的藝術家合作畫廊。1994年，在2號公寓結束後，原先的核心成員開始籌備新的藝術空間。隔年1月，新樂園藝術空間在臺北市龍江路正式開始營運。1997年，新樂園藝術空間搬往遼寧街，成員也大幅更新。2001年，新樂園藝術空間再度搬遷至中山北路，開始主動與外界對話互動、及提出完整的展覽計劃。
最早新樂園藝術空間是延續2號空間的藝術純粹性之精神，由藝術家以自主與協力的方式共同經營空間。其藝術家成員持續維持兩年一個週期更替，以會員制籌備資金，並採行「雙執行長制」。在2003年，新樂園藝術空間決定向臺北市政府立案，登記項目為「演藝團體」雜藝類，且開始接受政府補助。新樂園藝術空間舉辦多次不同形式作品的個展，並在每年籌辦策劃型展覽。2023年，新樂園藝術空間轉往桃園市。

## 發展歷程

### 早期發展

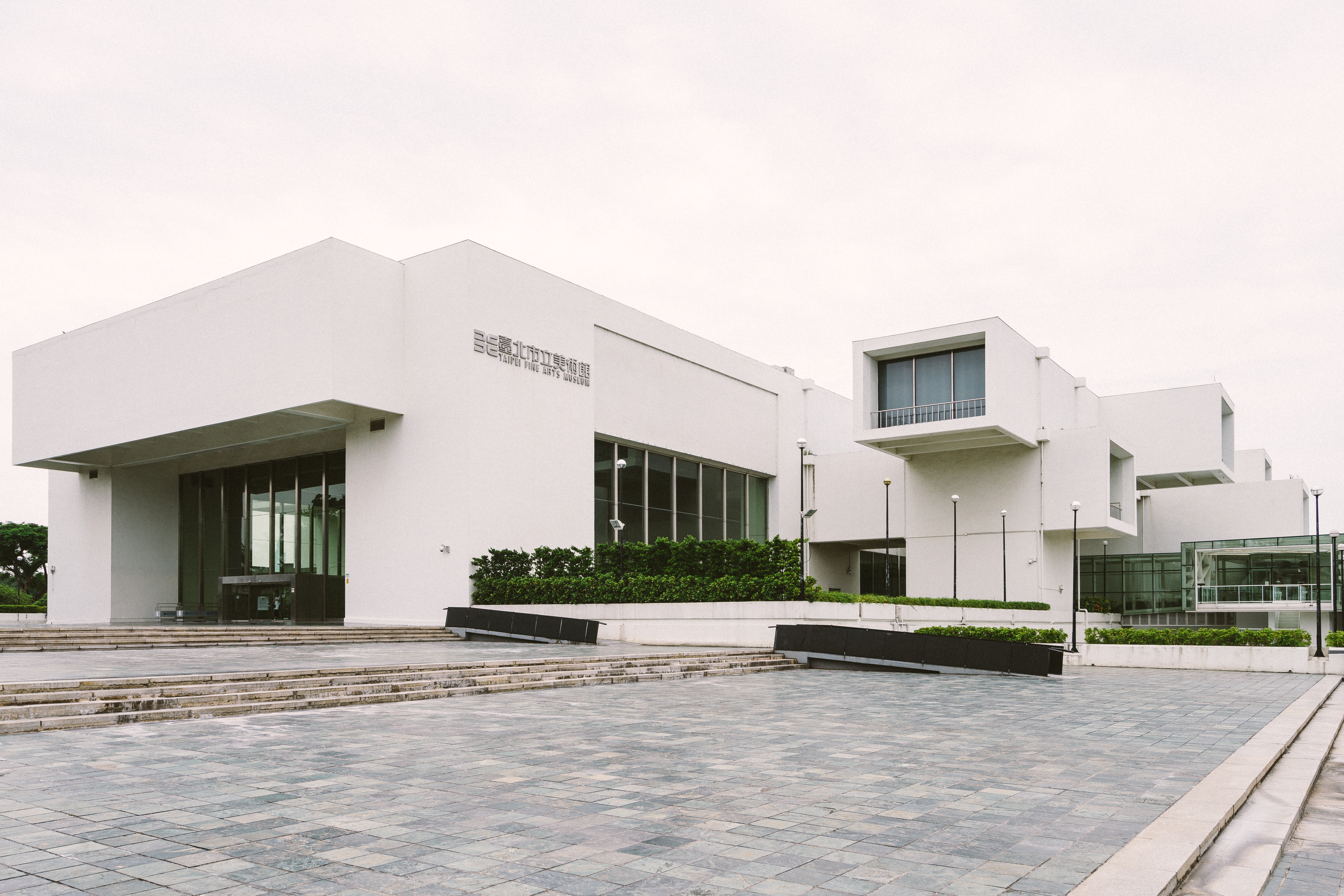
1994年，在2號公寓於臺北市立美術館舉辦最後一場展覽後，部分成員另外籌組新樂園藝術空間。

1994年，2號公寓在臺北市立美術館舉辦「2號公寓最後一夜：名牌展」後，正式宣布解散，但內部出現替代空間經營存續的爭論。在2號公寓結束後，連德誠、張正仁、簡福鋛、陳建北等人在內的數位原2號公寓核心成員，覺得保有一個藝術展覽空間是有其必要性，這些有需求者便與王德瑜、陳孟岠、蔡海如、陳昇志、林蓓菁、陳文祥、杜偉、廖瑞章、曾雅蘋、林純如、王國益、郭博州等藝術家開始籌備新替代空間組織。1995年1月，這群藝術家在臺北市龍江路31號地下一樓（原先2號公寓活動舊址）正式營運新樂園藝術空間，共有20位創始者集資籌組而成。
「新樂園」這個組織名稱是由杜偉提出、經過所有成員投票後成立，其靈感一開始源於臺灣老香菸品牌，被認為具有復古、創新、趣味、本土化等屬性暗示。而在同年，第一期20位成員舉辦開幕聯展「開幕序」，這是介於「團體」與「個體」的展覽。最初作為小眾社群，這群藝術家成員的關係與凝聚力非常緊密，互相佈展、檢視和溝通作品想法，也是生活中的朋友。1996年，一群藝術界人士積極串連民間力量進行抗議，這讓新樂園藝術空間成員們思考「誰能代表立場」的問題，最後決定採個別連署、不以團體發言。
在龍江街時期，當時幾位已相當活躍的原2號公寓成員仍居領袖角色，透過對話討論提拔年輕新秀、分享藝術觀點和視野、及傳承空間運作經驗。1997年，第二期因為簡福鋛與林純如退出、及後者父親出租的地下室另有他用，搬遷到臺北市遼寧街45巷26號一棟排屋的二樓及頂樓加蓋空間。隨著年輕新成員的加入，其逐漸遠離2號公寓留存的影響力。第二期的開幕首展「開募，聯合公演」不僅介紹成員，也是第一次用交易作品的方式籌措費用。

### 解散危機

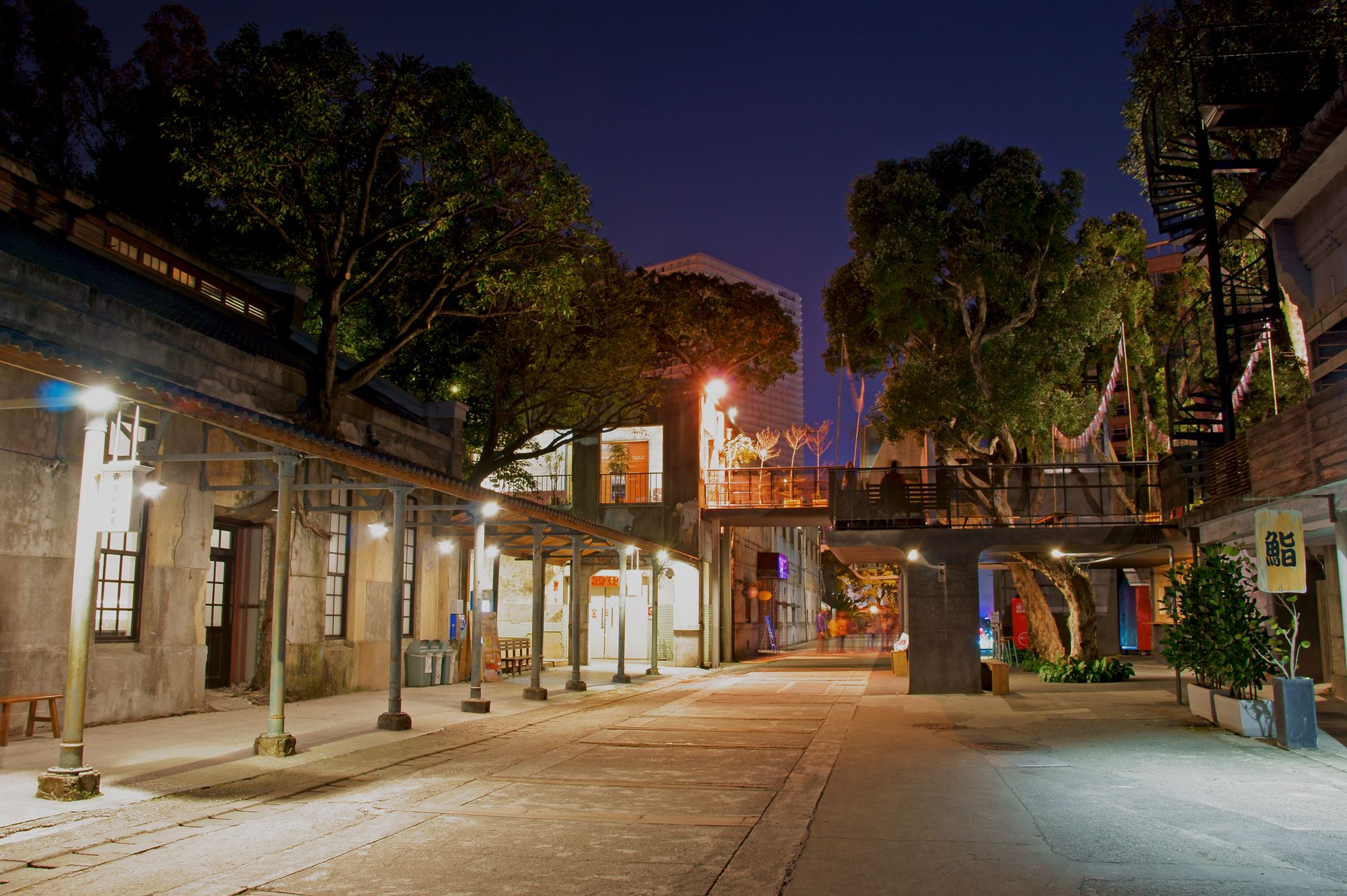
1990年代後期，隨著政府部門釋出閒置公共空間，新樂園藝術空間的經營反而出現危機。

從1997年到2001年這段時間，新樂園藝術空間的狀況並不穩定，這反映當代臺灣藝術體制在1990年代後期供給和需求的轉變。在1998年，經過藝術家行動主動爭取而來的華山藝文特區開始運作，行政院文化建設委員會亦推動「閒置空間再利用」計劃，促成如嘉義鐵道藝術村（1999年）、20號倉庫（2000年）等新興的當代藝術空間。這類政府和社會資本合作的空間為年輕藝術家開放、提供駐村及展演機會，當代藝術的品味也與民間替代空間互通，新樂園藝術空間成員便活躍其中。在第二期結束後，原2號公寓成員鑑於空間營運正常，幾乎選擇交接退出，只有三位願意繼續參與第三期，但成員與空間的契約關係便影響到財務管理狀況。
1999年，隨著第三期成員大幅更新、趨向年輕化，也是第一次有團體成員「國家氧」，開始發展出自己的特色。同年2月，第三期開幕義賣聯展「皆利」結束後，新成員們構思集體創作實驗展「介入」，以藝術家角度提出連番政治性提問。但是隨著政府單位開始釋放閒置公共空間給展覽或工作室使用，藝術家對展覽空間的取得較以往更為容易。最後在2000年8月，新樂園藝術空間傳出結束危機，甚至已向外界發出停辦訊息。一方面是因為遼寧街展場空間將面臨拆除，另一方面是第四期面臨繼續加入的成員人數不足窘境，舊成員只有吳宇棠、周靈芝、潘聘玉、簡民熙、柯木、曾鈺涓等人願意留下來，營運因此出現問題。
同年11月，隨著以前退出的老成員重新加入思考對策，確定繼續營運第四期，並號召新成員參與。直到2001年2月過完春節後，在舊成員努力嘗試下，他們遷至臺北市中山北路二段11巷15-2號的新地點，與康樂公園、五條通與六條通相近。在熟悉裝修工程的簡民熙提議自己動手下，成員們租用工程車，投入困難的拆除與整建工作。同年4月，耗時近2個月的空間整建，在新地點舉辦第四期開幕展「沒問題」，開始為期1年的試運作。開幕當天舉辦的「新樂園，沒問題？」座談會是少數被逐字記錄下來的談話，曾鈺涓對此表示這是「十年來最重要的事」。

### 逐漸轉型

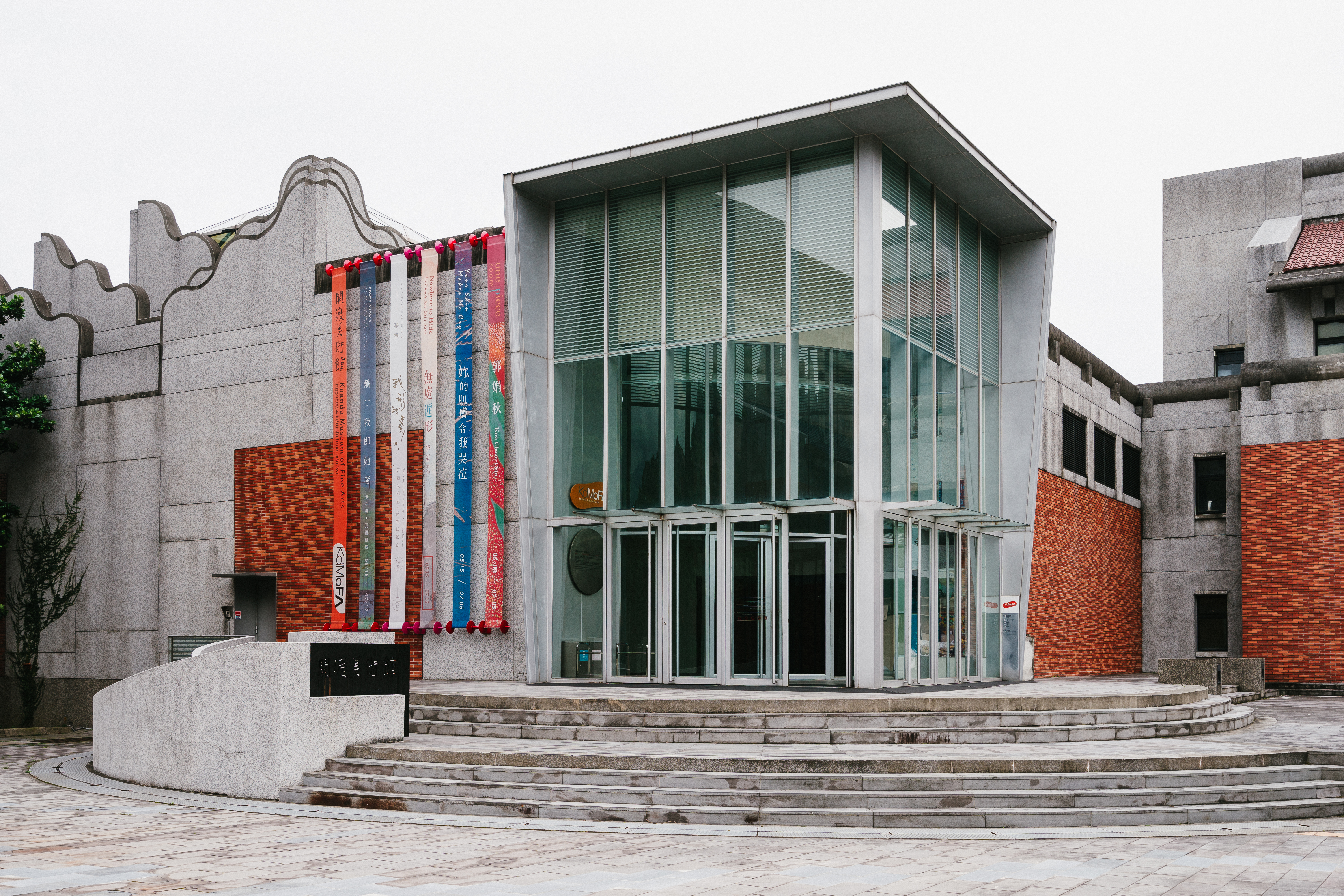
2000年，新樂園藝術空間在關渡美術館舉辦十週年特展「永恆的成人遊戲工廠」。

2001年5月初，新樂園藝術空間在傳播媒體上發布「Emerge新秀邀請展」的徵件訊息，邀請新秀藝術家投件。經成員們評選投票後，選出蔡瑜珊、詹芝婷、曾怡馨三位藝術家的作品，並在7月策劃舉辦第一屆Emerge新秀主題展「糖衣辣椒球」。2002年，在度過重大波折後進入第五期，恢復為兩年一期，開始強化社區互動、國內替代空間交流、跨領域展演策劃等，運作狀況越來越穩定。同年4月初，舉行第五期開幕聯展「無敵海景大排檔」。而在同年10月，舉辦第一屆的「跨領域藝術節」，試圖提出「混合、有機與可變性」的藝術作品。
2003年，新樂園藝術空間向臺北市政府文化局申請登記立案，以穩定空間營運與推展大型計劃，最後登記項目為「綜藝團體」。在同年10月，透過同樣的方式策劃第二屆Emerge新秀展「魅影世代」，集合林育聖、周穎逸、鄭慕尼、郭慧禪四位藝術家的作品。2004年，新展開的第六期開始主動透過提出完整的策展計劃，推動與國內外藝術空間及社區場域的對話互動，與整個藝術生態的關係變得更密切。同年5月，在開幕展之後，其邀請12位高雄市新浜碼頭藝術空間的藝術家展出，由陳誼芳策劃展覽「嘯樂園──碼頭乒乒砰砰」。而首次藝術節的成功，也讓其在同年12月舉辦第二屆跨領域藝術節。
到了2005年10月，藝評人陳泰松為第三屆Emerge新秀展「爽身，在陰暢與陽漾之間」提出美學化基調，深化對侯怡亭、黃盟欽兩位藝術家作品的討論。2006年3月，由策展人陳香君策劃的「燕子之城：移民、後／殖民記憶與新臺灣色彩」，是新樂園藝術空間規模最大的策劃性展覽，受到藝術圈很高的注目。同年5月，新樂園藝術空間和澳洲雪梨當代藝術家團體Stone Villa同步舉辦對話交換展覽「城市漫波」，並獲臺北市政府文化局補助。在2007年11月和2008年2月，新樂園藝術空間與臺南市臺灣新藝當代藝術空間舉辦交流展覽。
2008年5月，在國立臺北藝術大學關渡美術館舉辦十週年特展「永恆的成人遊戲工廠」。2023年，新樂園藝術空間轉往進駐桃園市桃園區中正路102巷。

## 空間運作

### 營運精神

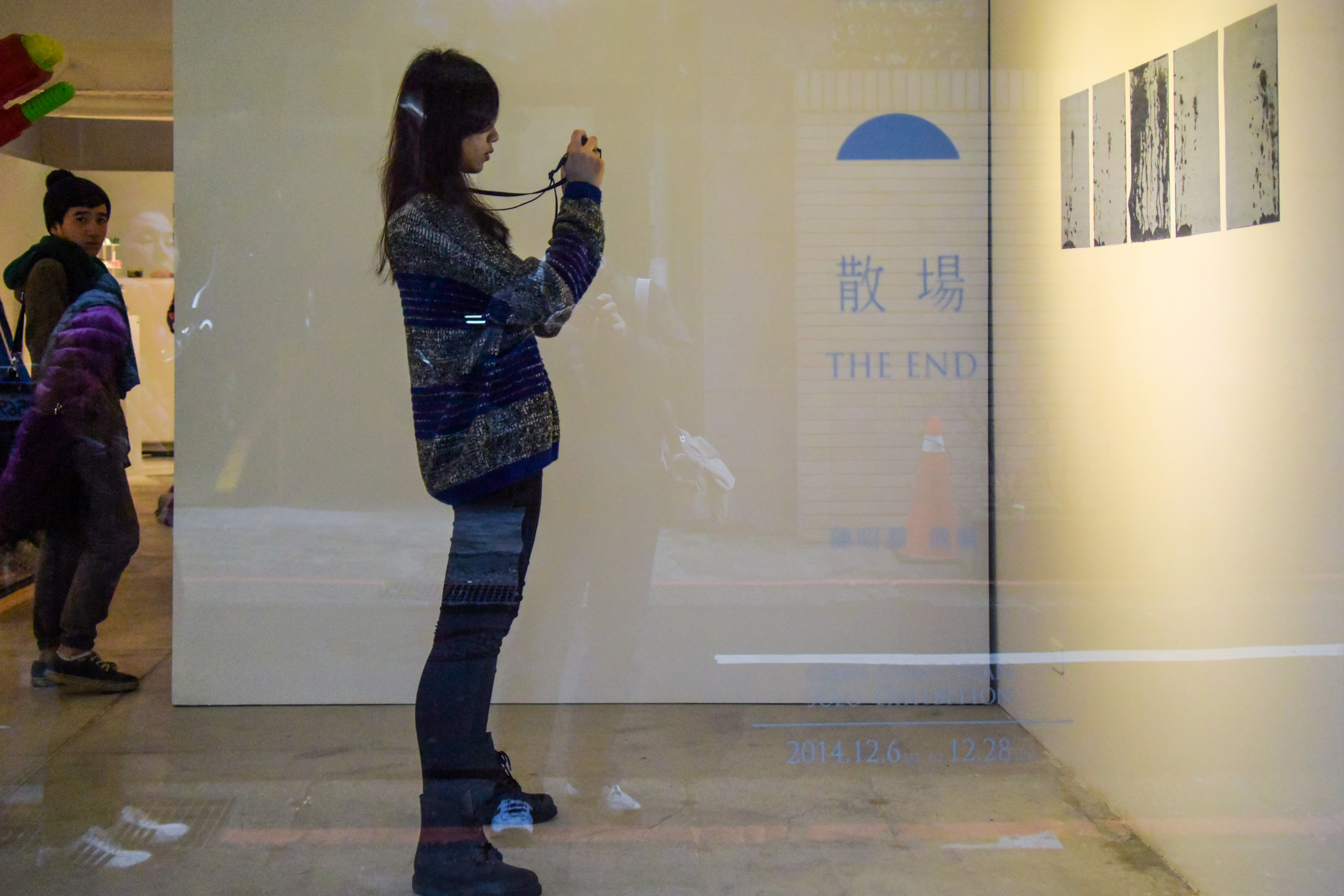
2014年，在新樂園藝術空間舉辦的個展「散場」。

新樂園藝術空間是由一群藝術家以自主與協力方式，共同營運的公社型藝術空間，最早延續2號公寓較純粹性藝術表現的精神正式宣告成立。其在開幕聯展的一篇文字作品中，提出自己最初的成立宗旨是訴求「探討當前藝術與社群之關係」與「關心藝術的人文價值」，但這時成員們對空間的期待仍有不同。不過一開始也確立要擁護純然的「空間」屬性，採單純是以空間本身為主體的立場，而不突顯號召藝術家的組織精神，並宣稱「維持一個具冒險性格與類似開放容器的實驗狀態，應是新樂園藝術空間的精神與存在的理由」。
在2001年第四期重新運作時，則是提出關於「新樂園『團契』的主體與自覺意識也永遠具有未完成性與不確定性」的寓意，將此視為實質上維繫著整個空間運作的動力。作為構成其發展延續的團體，成員組合持續維持兩年一個週期的更替，每一期大約會有三分之一到四分之一的藝術家流動，且隨著整體環境變化加速。其他長期以來的重要精神還包括基於每位成員共同經營的運作初衷，而重視民主程序；而成員們的共識大多是「沒有人可以代表發言」，對外並沒有代表性人物或藝術家。
其空間精神還反對直接轉化為商業型態，因此無法尋求長期的工具贊助、或基金會支援等。但由於長期組織鬆散、行政效率不彰，屢次造成經營上面臨危機。其成員隨著時代環境逐漸意識到適度體制化的重要性，並多次調整內部的空間營運模式。特別是在過去第三期，曾因有些藝術家故意在期初展完沒繳會費就失蹤，導致基本運作出現問題，甚至一度面臨結束營運的危機。當時重新請回一些較元老的藝術家，改以更強勢的營運模式經營（特別是財務管理方面），最終才度過危機。而在2004年，則訂立空間的成員公約來作為決策的依據。

### 組成方式

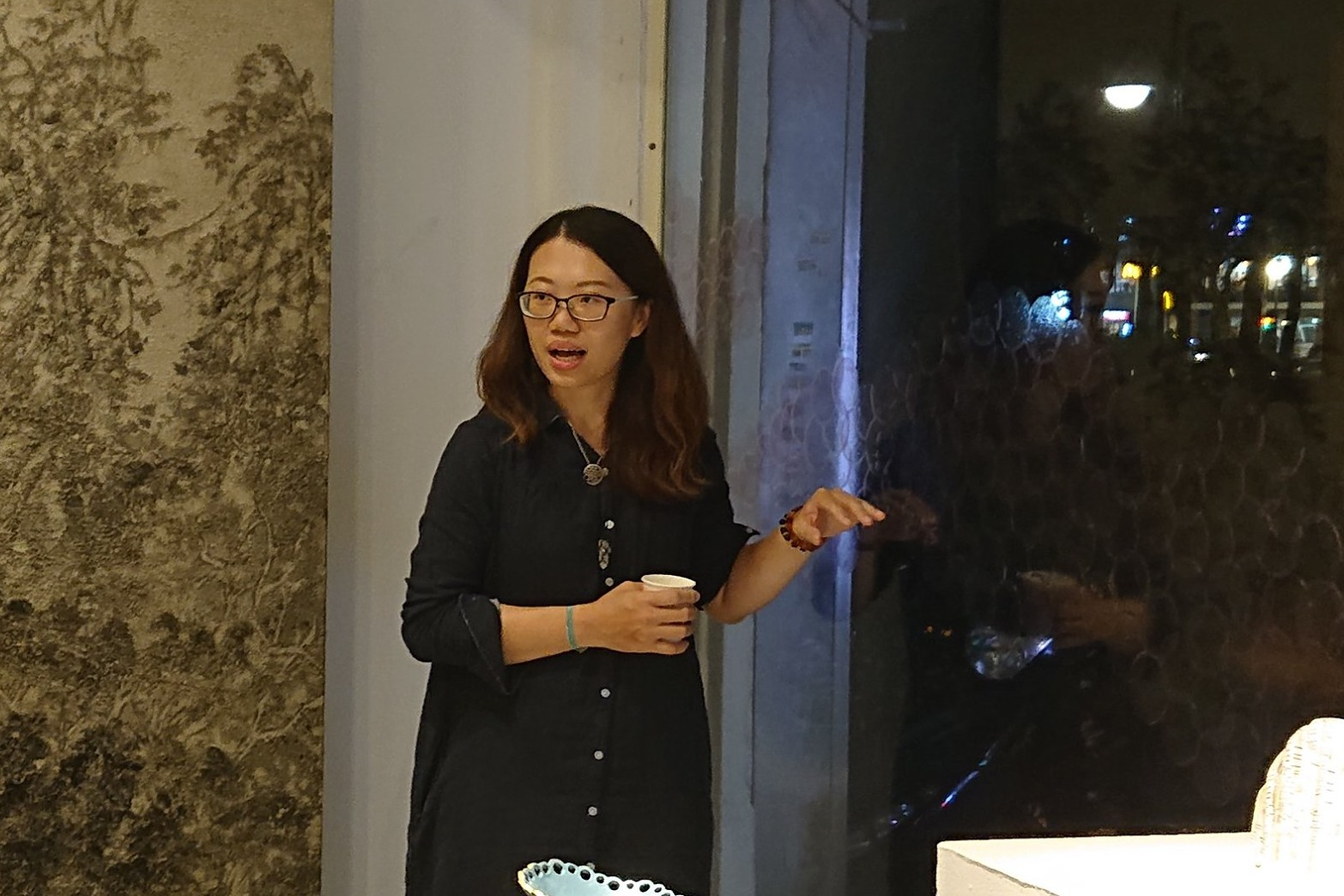
現任新樂園藝術空間執行長張雅萍。

自創立以來，新樂園藝術空間每期成員平均20位至30位，第十期更高達39位。其是租用空間營運，自身沒有空間產權。為了因應組織相對鬆散、紓解空間事務的壓力過於集中在少數成員的問題，最初曾劃分公關組、活動組、紀錄組、總務組、展務組等五組「工作小組」，每組有不同的工作分項，由各組組長帶領組員共同負責和發展該組兩年的行政事務。但因運作的強迫行為與藝術家性格相逆，再加上多數成員外務繁忙無法參與，為了重視內部人力資源整合，而建立起執行委員輪值管理制度。
「執行委員制」是由當期半年內排定展覽檔期的成員組成，每半年輪替一次，能相對彈性、適度地參與空間營運。直到進入第八期，許多長期負責營運的核心成員於十週年特展後集體離開，導致組織運作立即陷入癱瘓，所有事務的決議與執行全落在行政人員上。在共同經營且頓失領袖的情況下，決策過程耗時且難有共識，造成事務執行的延宕和困難（尤其是補助申請的時效性上），於是為求行政運作效率而產生「執行長制」。
原本「執行長制」是為了能立即地反映單純且緊急的事務與決議，再搭配原本的執行委員監督，省去內部會議召開的頻率和冗長的討論過程，並建立尋求外部資源的品牌、合法性和信任感。第二任執行長制調整為「雙執行長制」，一方面紓解執行長的行政負擔，另一方面讓營運保有討論空間和彈性，避免過度中央集權的擔憂。實際執行的人力結構便有兩位兼職的執行長，及專職的藝術行政人員。近期執行長則會適度運用行政權力定期召開會議或活動，凝聚成員、增加彼此的熟悉度和互動意願，同時提升事務參與機會。

### 資金運用

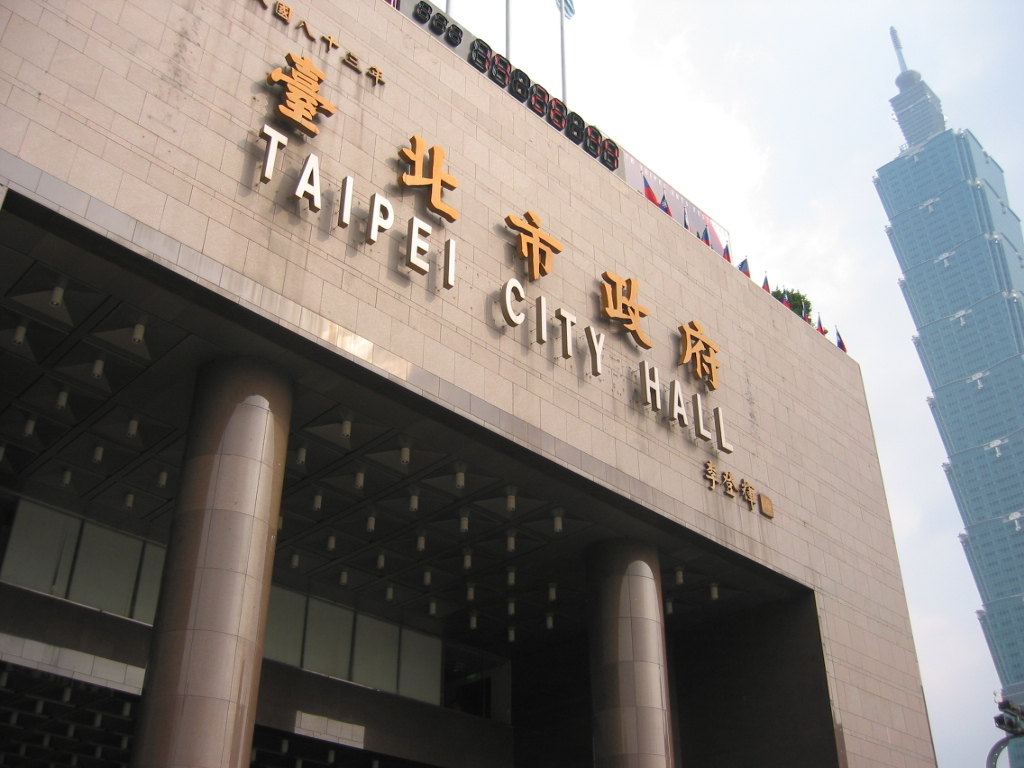
2007年，新樂園藝術空間獲得臺北市政府文化局的空間維護贊助。

最初新樂園藝術空間是屬於藝術家集資共同經營的藝術空間，採合作畫廊的形式，以會員制籌備資金。每位藝術家要繳交兩年一期的會費，會員每月付款，共同負擔空間基本營運的維持費用。有些藝術家會共同分擔一個檔期，資金則平均分攤。當時藝術界普遍對於替代空間的立場是接受補助會有政治收編的疑慮，轉向商業則有干預藝術純度的顧忌，這讓其曾堅持藝術家集資、不申請補助的方式。這種經營方式的好處是不受景氣循環影響，可以勉強維持成員發表需要與空間正常營運；缺點是費用不夠使用，無法積極推展其他更大的藝術活動、展覽計劃。
在非營利空間法人類型中，新樂園藝術空間的立案採用門檻較低的「演藝團體」選項。不過最初面對登記立案選擇時，同樣歷經該期藝術家重重的內部討論。最後考量到自身使命及發展，為了能舉辦更大型的藝術計劃與活動、以及因應運作效益的要求，該期藝術家多數人投票同意向臺北市政府立案，且決定開始接受政府的營運補助。其中在2004年1月開始獲得國家文化藝術基金會新設立的「藝文展演空間補助」行政贊助，並且在2007年獲得臺北市政府文化局的空間維護贊助。
在2013年，常態費用來源約有64%的政府補助和36%的會員費，僅有極少部分是捐贈或其他民間合作案收入。這些費用運用在空間營運、人事費（員工工資、講者車馬費和策展人費用等）、行政管銷（租金、水電、保全等）和硬體修繕。而企業贊助部分僅限展演工具提供，並無直接的資金挹注。由於財務管理結構以政府補助和會員費占極大比例，營運時常不穩定且出現危機感，如會員費繳交狀況不佳等（諸如遲交、拖欠甚至拒繳）。雖然採取質押本票與財務管理透明化的方式因應，但也成為趨於保守經營的原因之一。

## 舉辦活動

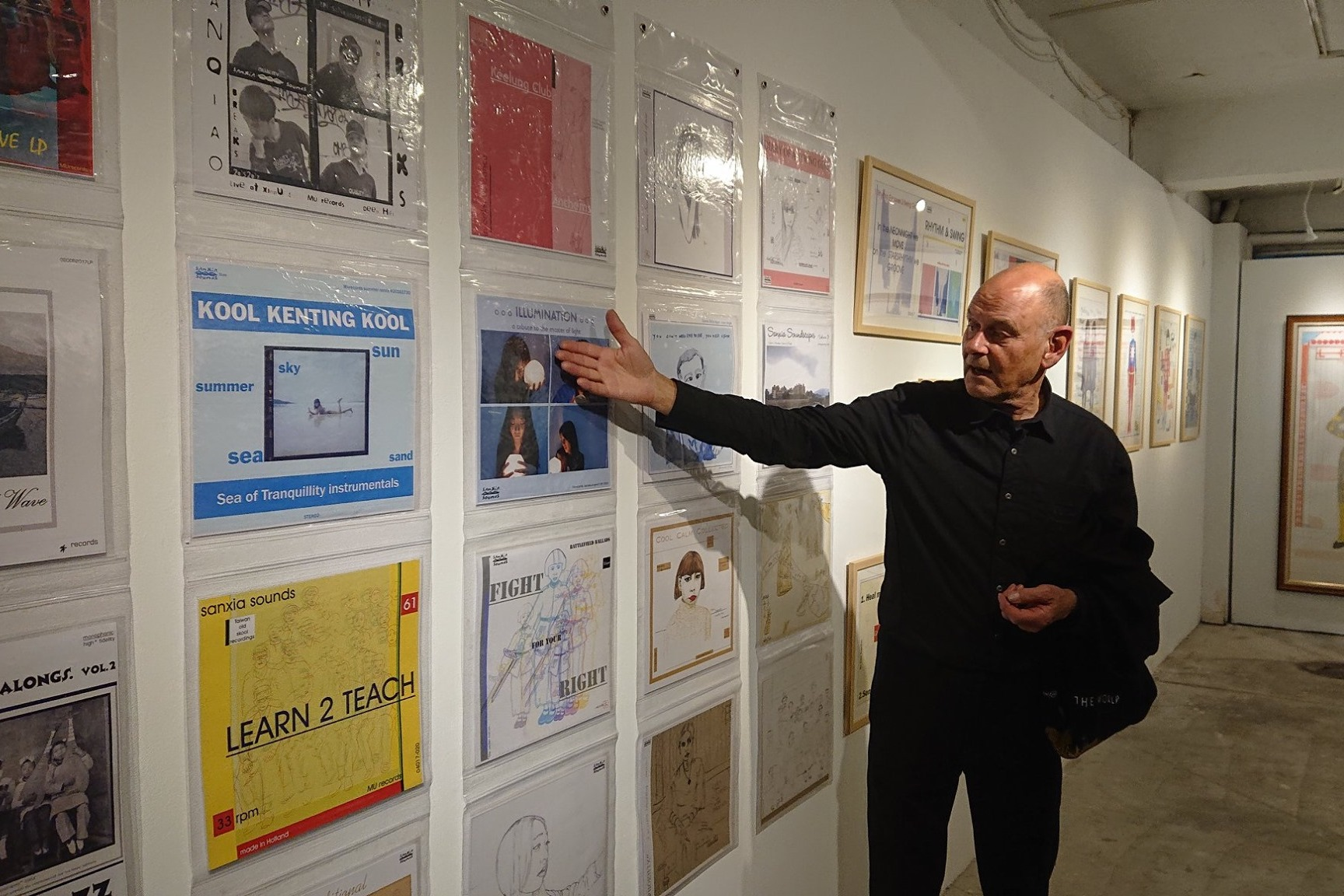
2019年，新樂園藝術空間與李梅樹紀念館舉行空間交流展。

新樂園藝術空間是以服務藝術家、滿足成員需要的空間，發展上以展演發表為主要營運項目，而活動規劃皆以內部成員為主。其多次舉辦不同形式作品的個展、和伴隨發生的座談，以及每年還會空出兩個檔期籌辦策劃型展覽，藉此展示展覽的可能性與擴大藝術對話。每個檔期有一個月，兩年共有24個單位。由於成員展覽事務（如酷卡印刷和佈展材料費用等）需自行負擔，通常會以個人名義向政府申請補助。而在費用與空間限制下，常見的應變措施是採取「雙個展」的展覽形式。
其成員的作品精神為具實驗性與當代性的藝術，朝向科際整合及跨地域的多元形式，並希望發展出各種不同面向的臺灣當代藝術。展場內容長期具有臺灣「藝術新世代」的年輕人特質，如魏雪娥、李佳玫與李基宏三人在1996年舉辦的聯展「虛擬實境」，便使用當時正夯的「X世代」。而與早期的伊通公園藝術家相比，新樂園藝術空間展出的綜合媒材或裝置藝術更常援用常民熟悉的文化元素，材質感更加粗獷、在地色彩，例如張正仁、李國仲、陳文祥、許唐發（唐唐發）的作品。
在早期幾檔展覽中，還出現臺灣1990年代以來藝術家用特定場域裝置藝術處理展場的特色，女性藝術藝術家（蔡海如、王德瑜、林蓓菁、林純如等人）亦成為主要的議題。到了2002年5月，陳文祥策劃垃圾集體創作活動「循環空間·非常處理」，是成員首次的社區藝術計劃。而在2006年3月由陳香君策展的專題策劃展「燕子之城：移民、後／殖民記憶與新臺灣色彩」，則是新樂園藝術空間首度外聘及邀請獨立策展人，並連結中山北路二段、三段的場域。
另外針對非會員，在每期四檔之中會有一檔為新秀邀請展，透過公開徵件鼓勵年輕優秀藝術家，同時亦有與其他替代空間連結。其還鼓勵年輕策展人策劃展覽，並促進藝術空間交流。後來還陸續嘗試舉辦不同性質的講座，例如國際藝術對話講座、或參與臺北雙年展的連動計劃，以及自2001年開始邀請藝術家舉辦「幻燈秀」作品對話等。在行銷方面則有成立網站、發行電子報，亦使用免費網站積極、活絡社群網路服務。同時也固定購買藝術地圖與《破報》的廣告，開發更廣泛的藝術人口，也願意參與較具商業性質的串連來增加曝光度。

## 造成影響
新樂園藝術空間是整個1990年代臺灣藝術圈興盛的替代空間之一，至今已成為臺灣維持最久的藝術家合作畫廊，也是在「後替代」時期中僅存少數該形式的替代空間。在1990年代後期，相較於藝術市場景氣低迷，新樂園藝術空間、竹圍工作室、在地實驗等替代空間仍是當代藝術的主要舞臺。曾是2號公寓成員的陳建北表示雖然這對於自己作品的影響甚小，但可以和不同世代的藝術家對話仍是充滿意義的一件事情。而周靈芝認為這是一個「充滿可能性的地方」，而不斷嘗試不同可能性便是其一種彈性。
同樣地，陳文祥覺得新樂園藝術空間應該像是「攪拌器」。吳宇棠則認為作為一個空白主體，不同成員就該形塑出不一樣的想法，而其所實現的則是米哈伊爾·巴赫京的「眾聲喧嘩」狀態。不過在第四期開幕展的座談會上，石瑞仁曾把新樂園藝術空間與「第一代的替代空間」（如2號公寓及伊通公園）相比，認為已逐漸變成藝術家「關起來自己玩」的「自慰的空間」。而社群媒體工具影響社群互動的現象衝擊到成員間的溝通模式，導致互動的頻率和深度不如以往，並改變強調「人我交往」的精神。

## 註腳
1. ↑  . 臺北市政府文化局.   [2020年7月30日].
2. ↑  游崴 & 2008年，第14頁; 錢善盈 & 2003年，第41頁至第42頁; 黃秀琳 & 2013年，第55頁至第56頁.
3. ↑  游崴 & 2008年，第14頁、第167頁; 呂佩怡 & 2011年，第270頁; 李宜修 & 2011年，第305頁至第306頁; 錢善盈 & 2003年，第42頁至第43頁、第85頁.
4. ↑  游崴 & 2008年，第4頁、第10頁至第11頁、第167頁; 呂佩怡 & 2011年，第270頁; 黃秀琳 & 2013年，第88頁.
5. ↑  游崴 & 2008年，第14頁至第15頁; 李宜修 & 2011年，第305頁至第306頁; 錢善盈 & 2003年，第85頁至第86頁; 黃秀琳 & 2013年，第88頁.
6. ↑  游崴 & 2008年，第16頁至第17頁、第53頁至第55頁、第167頁.
7. ↑  游崴 & 2008年，第19頁; 黃秀琳 & 2013年，第88頁至第89頁.
8. ↑  游崴 & 2008年，第15頁.
9. ↑  游崴 & 2008年，第15頁至第16頁; 黃秀琳 & 2013年，第88頁至第89頁.
10. ↑  游崴 & 2008年，第22頁、第167頁.
11. ↑  游崴 & 2008年，第22頁至第23頁.
12. ↑  游崴 & 2008年，第23頁至第24頁、第67頁.
13. ↑  游崴 & 2008年，第30頁至第31頁.
14. ↑  游崴 & 2008年，第31頁; 呂佩怡 & 2011年，第270頁.
15. ↑  游崴 & 2008年，第31頁至第32頁.
16. ↑  游崴 & 2008年，第15頁至第16頁、第30頁; 黃秀琳 & 2013年，第88頁至第89頁.
17. ↑  游崴 & 2008年，第27頁、第167頁; 黃秀琳 & 2013年，第88頁至第89頁.
18. ↑  游崴 & 2008年，第28頁至第30頁、第79頁至第80頁、第167頁.
19. ↑  游崴 & 2008年，第31頁至第32頁; 呂佩怡 & 2011年，第270頁.
20. ↑  游崴 & 2008年，第32頁至第33頁; 呂佩怡 & 2011年，第270頁.
21. ↑  游崴 & 2008年，第32頁、第167頁; 呂佩怡 & 2011年，第270頁.
22. ↑  游崴 & 2008年，第33頁; 呂佩怡 & 2011年，第270頁.
23. ↑  游崴 & 2008年，第33頁至第34頁、第167頁; 呂佩怡 & 2011年，第270頁.
24. ↑  游崴 & 2008年，第34頁; 呂佩怡 & 2011年，第270頁.
25. ↑  游崴 & 2008年，第34頁、第91頁、第167頁.
26. ↑  游崴 & 2008年，第34頁至第35頁.
27. ↑  游崴 & 2008年，第41頁.
28. ↑  游崴 & 2008年，第41頁至第42頁、第92頁.
29. ↑  游崴 & 2008年，第36頁至第37頁、第167頁.
30. ↑  游崴 & 2008年，第38頁至第39頁、第101頁.
31. ↑  游崴 & 2008年，第37頁至第38頁、第103頁至第105頁、第167頁.
32. ↑  游崴 & 2008年，第37頁、第167頁; 黃秀琳 & 2013年，第88頁.
33. ↑  游崴 & 2008年，第41頁至第42頁、第109頁至第110頁、第166頁.
34. ↑  游崴 & 2008年，第42頁、第44頁、第166頁.
35. ↑  游崴 & 2008年，第43頁、第117頁、第166頁.
36. ↑  游崴 & 2008年，第38頁、第120頁、第166頁.
37. ↑  游崴 & 2008年，第42頁、第125頁、第166頁.
38. ↑  游崴 & 2008年，第43頁至第44頁、第128頁至第130頁、第166頁.
39. ↑  游崴 & 2008年，第43頁、第131頁、第166頁.
40. ↑  游崴 & 2008年，第43頁、第145頁、第149頁、第166頁.
41. ↑  游崴 & 2008年，第30頁、第150頁至第166頁.
42. ↑  . 信傳媒. 2023年7月23日  [2023年8月27日]. （原始内容存档于2023年8月27日） （繁体中文）.
43. ↑  游崴 & 2008年，第10頁; 呂佩怡 & 2011年，第270頁; 李宜修 & 2011年，第305頁至第306頁; 黃秀琳 & 2013年，第55頁至第56頁、第88頁至第89頁.
44. ↑  游崴 & 2008年，第4頁、第15頁; 李宜修 & 2011年，第306頁至第307頁.
45. ↑  游崴 & 2008年，第4頁、第18頁至第19頁.
46. ↑  游崴 & 2008年，第5頁至第6頁.
47. ↑  游崴 & 2008年，第4頁、第32頁; 錢善盈 & 2003年，第35頁至第36頁; 黃秀琳 & 2013年，第88頁至第89頁.
48. ↑  游崴 & 2008年，第4頁至第5頁、第15頁; 黃秀琳 & 2013年，第88頁至第89頁.
49. 1 2 3 4 5 6 7  黃秀琳 & 2013年，第91頁至第92頁.
50. ↑  游崴 & 2008年，第6頁；第27頁至第28頁; 黃秀琳 & 2013年，第89頁.
51. ↑  游崴 & 2008年，第4頁; 錢善盈 & 2003年，第86頁至第87頁; 黃秀琳 & 2013年，第89頁、第91頁.
52. ↑  黃秀琳 & 2013年，第63頁、第91頁至92頁.
53. ↑  錢善盈 & 2003年，第86頁至第87頁; 黃秀琳 & 2013年，第63頁、第89頁.
54. 1 2  游崴 & 2008年，第166頁.
55. ↑  黃秀琳 & 2013年，第89頁.
56. ↑  黃秀琳 & 2013年，第68頁.
57. ↑  游崴 & 2008年，第33頁; 錢善盈 & 2003年，第36頁; 黃秀琳 & 2013年，第89頁至第90頁.
58. ↑  游崴 & 2008年，第4頁、第36頁至第37頁; 黃秀琳 & 2013年，第89頁至第90頁.
59. ↑  游崴 & 2008年，第36頁至第37頁; 黃秀琳 & 2013年，第89頁至第90頁.
60. 1 2  黃秀琳 & 2013年，第89頁至第90頁.
61. ↑  黃秀琳 & 2013年，第90頁至第91頁.
62. 1 2  黃秀琳 & 2013年，第90頁.
63. ↑  黃秀琳 & 2013年，第93頁至第94頁.
64. ↑  呂佩怡 & 2011年，第16頁; 錢善盈 & 2003年，第35頁至第36頁; 黃秀琳 & 2013年，第88頁.
65. ↑  游崴 & 2008年，第15頁、第167頁; 錢善盈 & 2003年，第35頁至第36頁; 黃秀琳 & 2013年，第88頁.
66. 1 2  錢善盈 & 2003年，第35頁至第36頁.
67. ↑  錢善盈 & 1003年，第85頁至第86頁; 黃秀琳 & 2013年，第55頁至第56頁、第63頁.
68. ↑  錢善盈 & 2003年，第85頁至第86頁; 黃秀琳 & 2013年，第63頁.
69. ↑  黃秀琳 & 2013年，第64頁至第65頁.
70. ↑  游崴 & 2008年，第36頁至第37頁; 錢善盈 & 2003年，第86頁; 黃秀琳 & 2013年，第63頁.
71. ↑  游崴 & 2008年，第4頁; 錢善盈 & 2003年，第86頁; 黃秀琳 & 2013年，第63頁至第64頁、第88頁.
72. 1 2  游崴 & 2008年，第42頁、第166頁.
73. ↑  黃秀琳 & 2013年，第88頁、第90頁、第92頁至第93頁.
74. ↑  游崴 & 2008年，第15頁、第40頁至第41頁、第167頁; 呂佩怡 & 2011年，第270頁; 黃秀琳 & 2013年，第92頁至第93頁.
75. ↑  游崴 & 2008年，第24頁.
76. ↑  呂佩怡 & 2011年，第270頁.
77. ↑  李維菁. . 《中國時報》. 1996年7月7日 （繁体中文）.
78. ↑  鄭乃銘. . 《自由時報》. 1999年4月18日 （繁体中文）.
79. ↑  游崴 & 2008年，第22頁.
80. ↑  游崴 & 2008年，第24頁至第26頁.
81. ↑  游崴 & 2008年，第26頁至第27頁、第68頁.
82. ↑  游崴 & 2008年，第39頁至第40頁、第101頁.
83. ↑  游崴 & 2008年，第41頁至第42頁、第167頁.
84. ↑  游崴 & 2008年，第40頁至第41頁、第167頁; 黃秀琳 & 2013年，第92頁至第93頁.
85. ↑  游崴 & 2008年，第33頁、第166頁至第167頁; 錢善盈 & 2003年，第87頁至第88頁; 黃秀琳 & 2013年，第93頁.
86. ↑  黃秀琳 & 2013年，第93頁.
87. ↑  游崴 & 2008年，第4頁、第10頁; 錢善盈 & 2003年，第4頁至第5頁、第85頁至第86頁.
88. ↑  游崴 & 2008年，第31頁.
89. ↑  游崴 & 2008年，第21頁至第22頁.
90. ↑  游崴 & 2008年，第18頁至第19頁、第44頁.
91. ↑  游崴 & 2008年，第45頁.
92. ↑  游崴 & 2008年，第28頁、第35頁至第36頁.
93. ↑  游崴 & 2008年，第45頁至第46頁.
94. ↑  游崴 & 2008年，第45頁; 黃秀琳 & 2013年，第93頁至第94頁.

## 外部連結
- 新樂園藝術空間的官方網站（繁體中文）
- 新樂園藝術空間的Facebook專頁（繁體中文）
- 新樂園藝術空間的Instagram帳戶（繁體中文）
- 新樂園藝術空間的X（前Twitter）（繁體中文）
- 新樂園藝術空間的Flickr頁面（繁體中文）
- 新樂園藝術空間的YouTube頻道 （页面存档备份，存于）（繁體中文）